# كأس ملك إسبانيا 1916
كأس ملك إسبانيا 1916 (بالإسبانية: Copa del Rey de Fútbol 1916) هو الموسم 16 من  كأس ملك إسبانيا. أشرف على تنظيمه الاتحاد الملكي الإسباني لكرة القدم، وكان عدد الأندية المشاركة فيه  3، وفاز فيه أتلتيك بيلباو.